# Мануел де Фая
Мануел де Фая и Матеу (на испански: Manuel de Falla y Matheu) е испански композитор.

## Биография
Роден е на 23 ноември 1876 година в Кадис в семейство на каталонци. Завършва пиано в Мадридската консерватория, след което започва да композира. През следващите години живее в Париж, Мадрид и Гранада и се утвърждава като един от водещите испански композитори на класическа музика, наред с Исак Албенис и Енрике Гранадос. През 1939 година, след разгрома на Републиката в Гражданската война, заминава за Аржентина, където остава до края на живота си.
Мануел де Фая умира на 14 ноември 1946 година в Алта Грасия.

## За него
- James B. Manuel de Falla and the Spanish Musical Renaissance. London: Gollancz, 1979
- Hess C.A. Manuel De Falla and Modernism in Spain. Chicago: University of Chicago Press, 2001
- Manuel de Falla: imágenes de su tiempo. Granada: Archivo Manuel de Falla, 2001.
- Universo Manuel de Falla: Exposición permanente. Granada: Archivo Manuel De Falla, 2002
- Harper N.L. Manuel de Falla: his life and music. Lanham: Scarecrow Press, 2005
- Hess C.A. Sacred passions: the life and music of Manuel de Falla. Oxford; New York: Oxford UP, 2005.